# Derek Reeves
Derek Reeves (né le 27 août 1934 à Poole dans le Dorset et mort le 22 mai 1995 à Bournemouth) est un joueur de football anglais qui évoluait au poste d'attaquant.

## Biographie
Derek Reeves joue principalement en faveur des clubs de Southampton et Bournemouth. Il dispute avec ces deux équipes un total de 308 matchs en championnat, inscrivant 153 buts.

## Palmarès
Southampton
- Championnat d'Angleterre D3 (1) :
  - Champion : 1959-60.
  - Meilleur buteur : 1957-58 (31 buts) et 1959-60 (39 buts)[4][source insuffisante].